# گورستان و محوطه گرتک (۲)
گورستان و محوطه گرتک (۲) در شهرستان چرداول، بخش شیروان، محدوده جنگلی واقع شده و این اثر در تاریخ ۱۷ اسفند ۱۳۸۱ با شمارهٔ ثبت ۷۹۸۲ به‌عنوان یکی از آثار ملی ایران به ثبت رسیده است.